# Hutchinson, Kansas
Hutchinson este un oraș și sediul comitatului Reno din statul Kansas, SUA. Localitatea se află amplasată la altitudinea de 468 m deasupra n.m. pe Arkansas la circa 63 km nord vest de Wichita, Kansas. Orașul se întinde pe o suprafață de 54,9 km² dintre care 54,7 km² este uscat.
Hutchinson, care avea în 2000 o populație de 40.787 locuitori, este cunoscut și sub numele de Orașul sării (în engleză The Salt City). Aici are loc anual, în martie, turneul de baschet "National Junior College Athletic Association (NJCAA)". Tot aici se mai găsește muzeul de zboruri interspațiale "Kansas Cosmosphere and Space Center".

## Personalități marcante
- Richard Thorpe (1896 - 1991), regizor;
- Racquel Darrian (n. 1968), actriță porno.